# Termostabilità
La termostabilità è la proprietà posseduta dalle sostanze che hanno una certa resistenza nei confronti dell'aumento di temperatura. La proprietà opposta, cioè l'alterazione o la perdita delle qualità per azione del calore, è detta "termolabilità".
Un esempio di sostanza chimica termostabile è l'orellanina, tossina prodotta da alcuni funghi.